# Глазами наблюдателя
«Глазами наблюдателя» — кинофильм.

## Сюжет
Маньяк-убийца, который одновременно является талантливым художником, подвергнут лечащим врачом-психиатром рискованной операции, в результате чего у него отнялась рука и он не смог больше рисовать. Связав врача и накачав его наркотиком, пациент сбежал из больницы в его халате. Но на этом маньяк не успокоился. Когда разразилась страшная гроза, доктор с женой и гостившей у них супружеской парой оказался отрезан от всего мира в своём доме, а маньяк готовится претворить в жизнь свой план…

## В ролях
- Иоанна Пакула — Диана Карлайл
- Мэтт МакКой — Фрэнк Карлайл
- Джордж Лезенби — Джек Уайман

## Съёмочная группа
- Режиссёр: Лоуренс Симеоне
- Автор сценария: Лоуренс Симеоне